# Slovenský Pohár
De Slovenský Pohár (Slowaakse beker) is de door de Slowaakse voetbalbond georganiseerde nationale voetbalbekercompetitie.
De competitie wordt middels het knock-outsysteem gespeeld en de winnaar plaatst zich voor de UEFA Europa Conference League.

## Geschiedenis
In voormalig Tsjecho-Slowakije werd vanaf seizoen 1960/61 gestreden om de Tsjecho-Slowaakse beker (Československý Pohár). In seizoen 1969/70 kwam daar de Slowaakse bekercompetitie bij, en vanaf dat moment bestond de Tsjecho-Slowaakse beker enkel uit een finale tussen de winnaars van de Slowaakse- en de Tsjechische beker.
In 1993 kwam de splitsing tussen Tsjechië en Slowakije tot stand en sindsdien is niet meer gespeeld om de Tsjecho-Slowaakse beker.
De finale bestond tot en met 1985 uit een heen- en terugwedstrijd en vanaf 1986 uit één wedstrijd op neutraal terrein.

## Finales
| Jaar | Winnaar               | Uitslag           | Finalist               |
| ---- | --------------------- | ----------------- | ---------------------- |
| 1970 | Slovan Bratislava     | 2-2, 1-1          | Dukla Banská Bystrica  |
| 1971 | Spartak Trnava        | 2-0, 0-1          | Slovan Bratislava      |
| 1972 | Slovan Bratislava     | 1-2, 4-1 nv       | Spartak Trnava         |
| 1973 | VSS Košice            | 3-0, 3-3          | Tatran Prešov          |
| 1974 | Slovan Bratislava     | 0-0, 2-2 ns (6-5) | Spartak Trnava         |
| 1975 | Spartak Trnava        | 2-0, 1-2          | AC Nitra               |
| 1976 | Slovan Bratislava     | 2-0, 1-2          | AC Nitra               |
| 1977 | Lokomotiva Košice     | 0-2, 4-0          | ZVL Žilina             |
| 1978 | Jednota Trenčín       | 1-0, 3-1          | Slovan Bratislava      |
| 1979 | Lokomotiva Košice     | 2-2, 3-0          | Inter Bratislava       |
| 1980 | ZŤS Košice            | 2-4, 5-0          | ZVL Žilina             |
| 1981 | Dukla Banská Bystrica | 1-1, 1-0          | ZŤS Košice             |
| 1982 | Slovan Bratislava     | 3-1, 0-0          | ZŤS Petržalka          |
| 1983 | Slovan Bratislava     | 0-0, 1-1          | Plastika Nitra         |
| 1984 | Inter Bratislava      | 2-0, 1-1          | Dukla Banská Bystrica  |
| 1985 | Lokomotiva Košice     | 1-1, 1-0          | Tatran Prešov          |
| 1986 | Spartak Trnava        | 1-0               | ZVL Žilina             |
| 1987 | DAC Dunajská Streda   | 0-0 ns (6-5)      | Plastika Nitra         |
| 1988 | Inter Bratislava      | 1-0               | Spartak Trnava         |
| 1989 | Slovan Bratislava     | 2-1               | ZVL Považská Bystrica  |
| 1990 | Inter Bratislava      | 6-0               | ZVL Žilina             |
| 1991 | Spartak Trnava        | 1-0               | FC Nitra               |
| 1992 | Tatran Prešov         | 2-0               | Lokomotiva Košice      |
| 1993 | 1. FC Košice          | 3-0               | DAC Dunajská Streda    |
| 1994 | Slovan Bratislava     | 2-1               | Tatran Prešov          |
| 1995 | Inter Bratislava      | 1-1 ns (3-1)      | DAC Dunajská Streda    |
| 1996 | Chemlon Humenné       | 2-1               | Spartak Trnava         |
| 1997 | Slovan Bratislava     | 1-0 nv            | Tatran Prešov          |
| 1998 | Spartak Trnava        | 2-0               | 1. FC Košice           |
| 1999 | Slovan Bratislava     | 3-0               | Dukla Banská Bystrica  |
| 2000 | Inter Bratislava      | 1-1 ns (4-2)      | 1. FC Košice           |
| 2001 | Inter Bratislava      | 1-0               | MFK Ružomberok         |
| 2002 | VTJ KOBA Senec        | 1-1 ns (4-2)      | FK Matador Púchov      |
| 2003 | FK Matador Púchov     | 2-1               | Slovan Bratislava      |
| 2004 | FC Artmedia Petržalka | 2-0               | Steel Trans Ličartovce |
| 2005 | Dukla Banská Bystrica | 2-1               | FC Artmedia Petržalka  |
| 2006 | MFK Ružomberok        | 0-0 ns (4-3)      | Spartak Trnava         |
| 2007 | FC ViOn Zlaté Moravce | 4-0               | FC Senec               |
| 2008 | FC Artmedia Petržalka | 1-0               | Spartak Trnava         |
| 2009 | MFK Košice            | 3-1               | FC Artmedia Petržalka  |
| 2010 | Slovan Bratislava     | 6-0               | Spartak Trnava         |
| 2011 | Slovan Bratislava     | 3-3 ns (5-4)      | MŠK Žilina             |
| 2012 | MŠK Žilina            | 3-2 nv            | FK Senica              |
| 2013 | Slovan Bratislava     | 2-0               | MŠK Žilina             |
| 2014 | MFK Košice            | 2-1               | Slovan Bratislava      |
| 2015 | AS Trenčín            | 2-2 ns (3-2)      | FK Senica              |
| 2016 | AS Trenčín            | 3-1               | Slovan Bratislava      |
| 2017 | Slovan Bratislava     | 3-0               | MFK Skalica            |
| 2018 | Slovan Bratislava     | 3-1               | MFK Ružomberok         |
| 2019 | Spartak Trnava        | 3-3 ns (4-1)      | MŠK Žilina             |
| 2020 | Slovan Bratislava     | 1-0               | MFK Ružomberok         |
| 2021 | Slovan Bratislava     | 2-1 nv            | MŠK Žilina             |
| 2022 | Spartak Trnava        | 2-1 nv            | Slovan Bratislava      |
| 2023 | Spartak Trnava        | 3-1 nv            | Slovan Bratislava      |
| 2024 | MFK Ružomberok        | 1-0               | Spartak Trnava         |
| 2025 | Spartak Trnava        | 1-0               | MFK Ružomberok         |

### Prestaties per club
| BW | BF | Club                                                          | Winnaar in:                                                                                          |                                                | Finalist in: |
| -- | -- | ------------------------------------------------------------- | --- | ---------------------------------------------- | ------------ |
| 17 | 07 | Slovan Bratislava                                             | 1970, 1972, 1974, 1976, 1982, 1983, 1989, 1994, 1997, 1999, 2010, 2011, 2013, 2017, 2018, 2020, 2021 | 1971, 1978, 2003, 2014, 2016, 2022, 2023       |              |
| 09 | 08 | Spartak Trnava                                                | 1971, 1975, 1986, 1991, 1998, 2019, 2022, 2023, 2025                                                 | 1972, 1974, 1988, 1996, 2006, 2008, 2010, 2024 |              |
| 06 | 01 | Inter Bratislava                                              | 1984, 1988, 1990, 1995, 2000, 2001                                                                   | 1979                                           |              |
| 05 | 04 | MFK Košice (inclusief VVS, ZTS, 1.FC, Steel Trans Ličartovce) | 1973, 1980, 1993, 2009, 2014                                                                         | 1981, 1998, 2000, 2004                         |              |
| 03 | 01 | Lokomotiva Košice                                             | 1977, 1979, 1985                                                                                     | 1992                                           |              |
| 02 | 04 | MFK Ružomberok                                                | 2006, 2024                                                                                           | 2001, 2018, 2020, 2025                         |              |
| 02 | 03 | Dukla Banská Bystrica                                         | 1981, 2005                                                                                           | 1970, 1984, 1999                               |              |
| 02 | 03 | FC Artmedia Petržalka (inclusief ZTS)                         | 2004, 2008                                                                                           | 1982, 2005, 2009                               |              |
| 02 | 0  | AS Trenčín                                                    | 2015, 2016                                                                                           |                                                |              |
| 01 | 0  | Jednota Trenčín                                               | 1978                                                                                                 |                                                |              |
| 01 | 02 | DAC Dunajská Streda                                           | 1987                                                                                                 | 1993, 1995                                     |              |
| 01 | 04 | Tatran Prešov                                                 | 1992                                                                                                 | 1973, 1985, 1994, 1997                         |              |
| 01 | 0  | Chemlon Humenné                                               | 1996                                                                                                 |                                                |              |
| 01 | 01 | FC Senec (inclusief VTJ KOBA)                                 | 2002                                                                                                 | 2007                                           |              |
| 01 | 01 | FK Matador Púchov                                             | 2003                                                                                                 | 2002                                           |              |
| 01 | 0  | FC ViOn Zlaté Moravce                                         | 2007                                                                                                 |                                                |              |
| 01 | 08 | MŠK Žilina (inclusief ZVL)                                    | 2012                                                                                                 | 1977, 1980, 1986, 1990, 2011, 2013, 2019, 2021 |              |
| 0  | 05 | FC Nitra (inclusief AC, Plastika)                             | | 1975, 1975, 1983, 1987, 1991                   |              |
| 0  | 02 | FK Senica                                                     | | 2012, 2015                                     |              |
| 0  | 01 | ZVL Považská Bystrica                                         | | 1989                                           |              |
| 0  | 01 | MFK Skalica                                                   | | 2017                                           |              |

Fortuna liga · 2. liga · 3. liga · Lagere voetbaldivisies · Slovenský pohár · Slovenský superpohár · Česko-slovenský Superpohár · SFZ · Nationaal voetbalelftal